# Профессорское кладбище (Калининград)
Профессорское кладбище (нем. Gelehrtenfriedhof (Königsberg)) — неформальное название ранее существовавшего в городе Кёнигсберге Старого Нойроссгартенского кладбища.
Место бывшего расположения — на пересечении Гвардейского проспекта и улицы генерала Галицкого в городе Калининграде.

## История
Нойроссгартенское кладбище было освящено в 1817 году, изначально было два больших кладбища, принадлежавших церковным общинам Ной-Росгартена и Штайндамма.
В начале XX века кладбище преобразовали в Народный парк, оставив небольшой участок для упокоения профессоров Кёнигсбергского университета «Альбертина», из-за чего кладбище получило в народе название «кладбища учёных или Профессорского». В 1927 году кладбище получило статус почётного некрополя.
В 1960-х годах на месте кладбища были построены гаражи и производственная база завода «Союзгазавтоматика».
В 2012 году на месте бывшего Профессорского кладбища осуществлён землеотвод под строительство 8-этажного жилого комплекса Фольксгарден. В 2013 году начато строительство, здание частично садится на территорию кладбища.

## Известные люди, похороненные на кладбище
- Вильгельм Бессель — математик и астроном
- Август Буш (1804—1855) — директор Кёнигсбергской астрономической обсерватории
- Август Вертер (1815—1869) — профессор химии
- Карл Вагнер (1827—1871) — профессор медицины, хирург
- Теодор Гиппель (1741—1796) — градоначальник Кёнигсберга, поэт, писатель
- Роберт Каспари (1818—1887) — известный ботаник и директор Кёнигсбергского ботанического сада
- Лоиз Кёлер (1820—1886) — композитор, музыкант, учитель музыки, автор учебников
- Карл Лерс (1802—1878) — профессор филологии, лингвист
- Франц Нейман (1798—1895) — физик, один из основателей Кёнигсбергской физико-математической школы, основатель теоретической физики
- Фридрих Ришело (1808—1875) — профессор математики и физики, директор Кёнигсбергского математического семинара
- Иоганн Розенкранц — философ

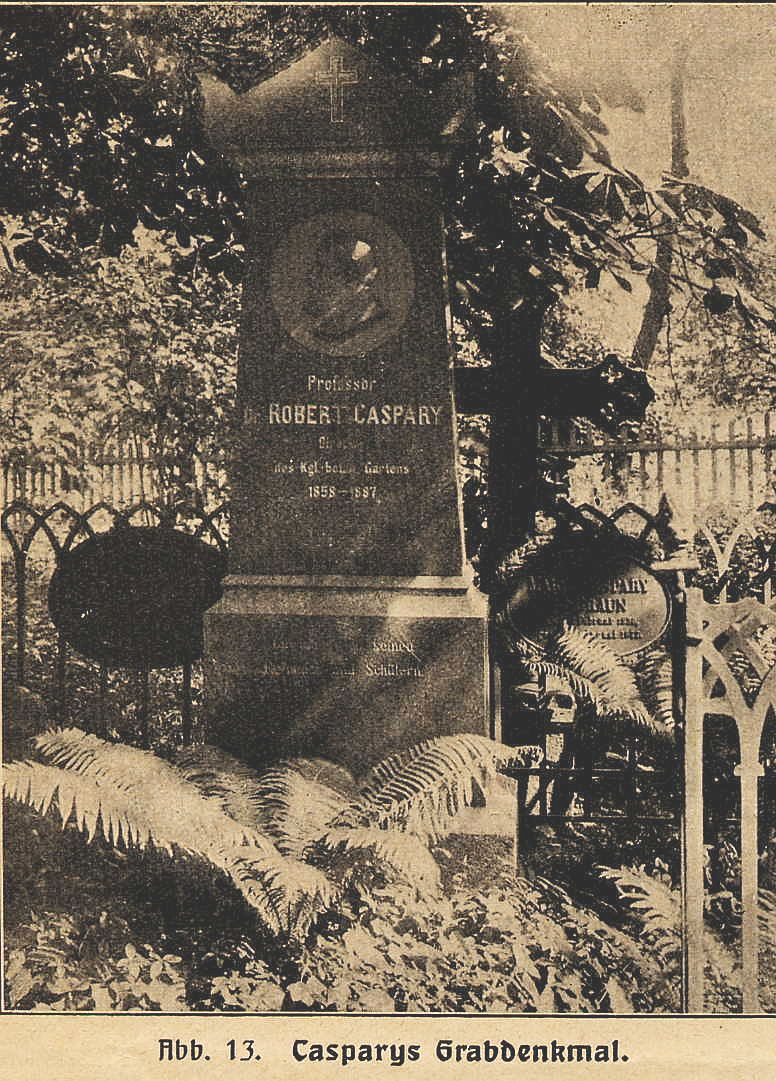
Памятник на могиле Роберта Каспари (1818-1887)
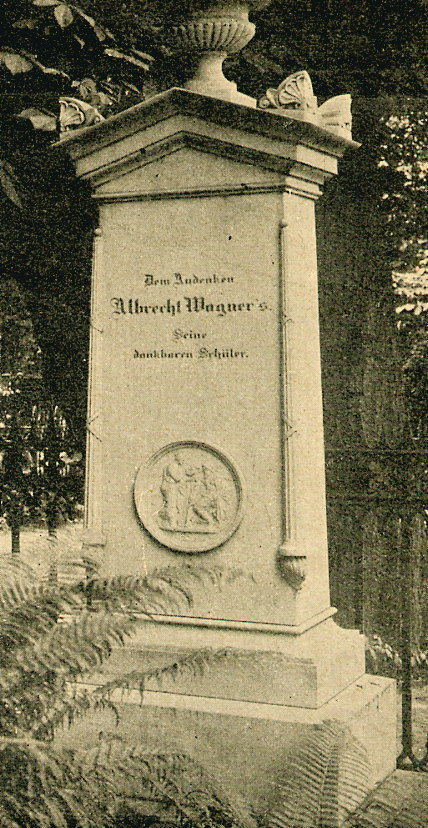
Памятник на могиле Карла Вагнера (1827-1871)
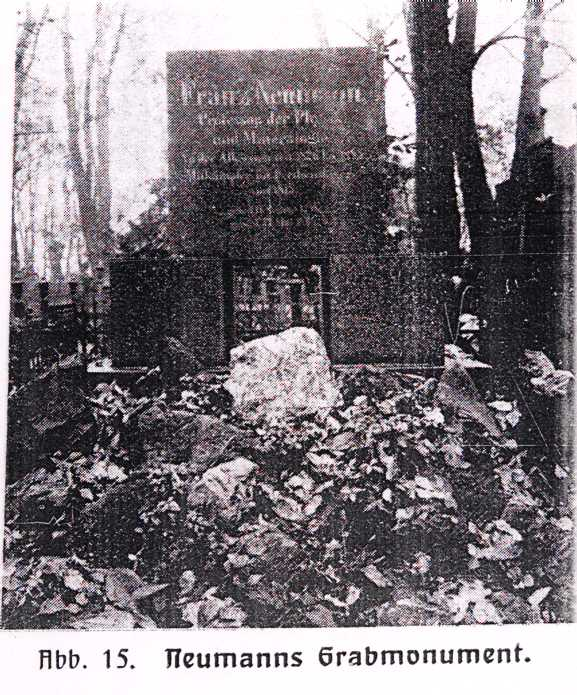
Памятник на могиле Франца Эрнста Неймана (1798–1895)